# فيليكس سوتو تورو
فيليكس سوتو تورو (بالإنجليزية: Félix Soto Toro)‏ هو رائد فضاء ومهندس أمريكي، ولد في 1967 في Guaynabo, Puerto Rico ‏ في الولايات المتحدة.